# Simulium malardei
Simulium malardei är en tvåvingeart som beskrevs av Craig 1987. Simulium malardei ingår i släktet Simulium och familjen knott. Inga underarter finns listade i Catalogue of Life.